# Управление делами Президента Республики Казахстан
Управление делами Президента Республики Казахстан (каз. Қазақстан Республикасы Президентінің
Іс басқармасы) — государственный орган с прямой подчиненностью Президенту Казахстана.
УДП РК обеспечивает поддержку деятельности Президента, Администрации Президента, Правительства и Парламента Республики Казахстан.

## Функции
В соответствии с законодательством, на Управление делами Президента РК возложено исполнение следующих задач:
•  материально-техническое обеспечение деятельности Президента Республики Казахстан, Администрации Президента, Правительства и Парламента РК, а также социально-бытовое обслуживание сотрудников центральных госорганов;
•  финансово-хозяйственное и иное обеспечение деятельности и мероприятий, проводимых с участием Президента Республики Казахстан, в том числе совещаний, конференций и других государственных мероприятий, проводимых Правительством РК и Администрацией Президента РК;
•  транспортное и медицинское обслуживание, организация санаторно-курортного лечения и отдыха сотрудников центральных госорганов;
•  управление организациями, подведомственными УДП РК;
•  совершенствование организационно-экономического механизма управления подведомственными организациями УДП РК, контроль за использованием и сохранностью государственного имущества, управление и распоряжение которым возложено на Управление делами Президента Республики Казахстан.

Подведомственные организации УДП РК также оказывают широкий спектр услуг населению и являются площадками распространения передового опыта для всей страны.

## История
Управление делами Президента создано в структуре Аппарата Президента Казахской ССР и Кабинета Министров Казахской ССР согласно постановлению Президента Казахской ССР от 13.08.1991г. № 398. 
4 августа 1994 года Управление делами Президента РК получило статус центрального государственного органа. 

## Руководство

### Управляющий делами Аппарата президента Казахстана
1. Ни, Владимир Васильевич 1990 год — 1992 год
2. Алибеков Сайлаубек Тынышбекович 1992-1993

### Управляющий делами президента Казахстана
1. Абишев, Сыздык Жуматаевич 1994—1996
2. Ни, Владимир Васильевич 1996—1998
3. Досмухамбетов, Темирхан Мынайдарович 1998—2003
4. Калмурзаев, Сарыбай Султанович 16 июня 2003 года — 2004
5. Досмухамбетов, Темирхан Мынайдарович 20 марта 2004—2006
6. Утемуратов, Булат Джамитович март 2006 — декабрь 2008
7. Калмурзаев, Сарыбай Султанович 2008—2011
8. Умбетов, Серик Абикенович с 13 апреля 2011 — март 2012
9. Бисембаев, Абай Айдарханович 09.2012-20.03.2019
10. Баттаков, Ерлан Еркинович (21.03.2019-11.01.2022)
11. Дадебаев, Айбек Аркабаевич ( 11.01.2022-06.02.2024)
12. Нурпеисов, Асат Булатович ( с 7 февраля 2024 года)

## Подведомственные организации
на 2023 год:

### ГУ «Управление материально-технического обеспечения»
Управление материально-технического обеспечения Управления Делами Президента Республики Казахстан (УМТО УДП РК) является государственным учреждением с прямой подчиненностью Управлению делами Президента РК.
Обеспечивает поддержку деятельности Парламента Республики Казахстан:
- материально-техническое, транспортное, социально-бытовое, а также финансовое обеспечение деятельности Председателя Сената Парламента, Председателя Мажилиса Парламента, депутатов Парламента, руководителей аппаратов Палат Парламента, сотрудников аппаратов палат Парламента;

- организация материально-технического обеспечения деятельности Парламента;

- финансирование, организация материально-технического обеспечения и обслуживания совещаний, конференций и других официальных мероприятий, проводимых Парламентом РК, Общественной палатой и фракциями политических партий при Мажилисе Парламента;

- развитие и повышение эффективности парламентаризма в Республике Казахстан посредством обеспечения анализа эффективности законодательства (анализ нормативных правовых актов), разработка научных концепций развития законодательства Республики Казахстан.

История:
В апреле 1990 года финансово-хозяйственным обеспечением Верховного Совета занималось Управление Делами Верховного Совета, которое входило в состав Аппарата Верховного Совета.     
В июле 1991 года, в связи с изменением структуры Аппарата Верховного Совета, Управление Делами Верховного Совета преобразовано в финансово-хозяйственный отдел, который в июле 1992 года был преобразован в Управление финансово-хозяйственными делами Верховного Совета.        
В мае 1994 г. Председателем Верховного Совета Казахстана утверждена временная структура Аппарата Верховного Совета. 6 июня 1994 г. предложенная временная структура Аппарата Верховного Совета утверждена Постановлением Координационного Совета Верховного Совета № 19.           
В связи с образованием двухпалатного Парламента Республики Казахстан, Совместным распоряжением руководителей Аппаратов Сената и Мажилиса от 28 декабря 1995 г. образовано Управление Делами Парламента РК.
В соответствии с Указом Президента Республики Казахстан от 26 марта 1996 года № 2918, создано Хозяйственное управление Парламента Республики Казахстан (ХОЗУ Парламента). Этим же Указом в положение об Управлении Делами Президента РК были внесены изменения, согласно которым за УДП закреплено осуществление обеспечения деятельности, а также хозяйственное обслуживание Председателей Палат Парламента, депутатов Парламента и аппаратов Палат Парламента Республики Казахстан, а ХОЗУ Парламента РК передано в ведение УДП РК.
В соответствии с Указом Президента Республики Казахстан от 31 октября 2016 года №366, государственное учреждение «Хозяйственное управление Парламента Республики Казахстан» переименовано в государственное учреждение «Управление материально-технического обеспечения» Управления делами Президента РК.
Финансирование УМТО УДП РК осуществляется за счет средств республиканского бюджета.

В структуру ГУ «Управление материально-технического обеспечения» входят четыре подведомственных предприятия.

#### 1. РГП на ПХВ «Автохозяйство Управления материально-технического обеспечения»
Автохозяйство Управления материально-технического обеспечения является государственным предприятием на праве хозяйственного ведения (РГП «Автохозяйство УМТО»), подведомственным Управлению материально-технического обеспечения Управления делами Президента РК.
РГП «Автохозяйство УМТО» обеспечивает автотранспортное обслуживание депутатов Парламента Республики Казахстан, оказывает услуги по транспортному обслуживанию официальных мероприятий, иностранных делегаций, а также иных юридических лиц на договорной основе.
Предприятие создано постановлением Правительства Республики Казахстан от 11 февраля 1998 года № 95 «О создании Республиканского государственного предприятия «Автохозяйство ХОЗУ Парламента Республики Казахстан». Постановлением Правительства Республики Казахстан от 28 декабря 2016 года № 886 переименовано в Республиканское государственное предприятие на праве хозяйственного ведения «Автохозяйство Управления материально-технического обеспечения».

#### 2. РГП на ПХВ «Дирекция административных зданий Управления материально-технического обеспечения»
Дирекция административных зданий Управления материально-технического обеспечения (ДАЗ УМТО) является государственным предприятием на праве хозяйственного ведения в структуре «УМТО» Управления делами Президента Республики Казахстан. 
Предприятие оказывает широкий комплекс услуг Парламенту Республики Казахстан в области снабжения и эксплуатации административных зданий:
·      обеспечение бесперебойной работы технического оборудования, инженерных сетей и иных систем жизнеобеспечения административных зданий и служебного жилья Парламента РК;
·      осуществление капитального и текущего ремонта объектов;
·      уборка и уход за служебными и производственно-техническими помещениями, местами общего пользования и зелеными насаждениями;
·      обеспечение тиражирования документов и изготовление печатной продукции;
·      организация питания депутатов и работников Парламента; 
·      обслуживание мероприятий, проводимых Парламентом РК.
История
Для обеспечения деятельности комитетов и аппарата Верховного Совета Республики Казахстан распоряжением заместителя Председателя Верхновного Совета РК от 21 апреля 1993 года № 22 было создано «Производственно-эксплуатационное предприятие Управления финансово-хозяйственными делами Верховного Совета Республики Казахстан». 30 апреля 1993 года произведена государственная регистрация предприятия.
В 1995 году название предприятия было изменено на «Производственно-эксплуатационное предприятие Парламента РК».
Постановлением Правительства РК №33 от 17 января 2003 года Производственно-эксплуатационное предприятие Парламента РК реорганизовано в Республиканское государственное казенное предприятие «Дирекция административных зданий Хозяйственного управления Парламента Республики Казахстан».
11 марта 2012 года Постановлением Правительства РК № 310 предприятие преобразовано в Республиканское государственное предприятие на праве хозяйственного ведения «Дирекция административных зданий ХОЗУ Парламента РК».
С 28 декабря 2016 года по Постановлению Правительства РК №886 предприятие работает в своей текущей организационно-правовой форме – РГП на ПХВ «Дирекция административных зданий Управления материально-технического обеспечения» Управления делами Президента РК.

#### 3. РГП на ПХВ «Инженерный центр Управления материально-технического обеспечения»
Республиканское государственное предприятие «Инженерный центр Управления материально-технического обеспечения» (РГП «Инженерный центр УМТО») является государственным предприятием на праве хозяйственного ведения в структуре «Управления материально-технического обеспечения» Управления делами Президента Республики Казахстан.
Предприятие образовано 7 декабря 1990 года Распоряжением Заместителя Председателя Верховного Совета Казахской ССР от 30 ноября 1990 года № 215.
Постановлением Правительства РК от 28 декабря 2016 года № 886 Предприятие переименовано в Республиканское государственное предприятие на праве хозяйственного ведения «Инженерный центр Управления материально-технического обеспечения».
Оказывает услуги Парламенту Республики Казахстан в области связи, коммуникаций, информатизации, средств массовой информации и издательской деятельности.

### ГУ «Медицинский центр УДП РК»
В структуру ГУ «Медицинский центр УДП РК» входят следующие подведомственные предприятия:
- РГП «Больница Медицинского центра Управления Делами Президента Республики Казахстан»

- РГП «Детский сад „Қарлығаш“ Медицинского центра Управления Делами Президента Республики Казахстан»

- РГП «Центр санитарно-эпидемиологической экспертизы Медицинского центра Управления Делами Президента Республики Казахстан»

- АО «Центральная клиническая больница»

- АО «Центр медицинских технологий и информационных систем»

- АО "Лечебно-оздоровительный комплекс «Ок-Жетпес»

- Филиал «Алматы» АО "Лечебно-оздоровительный комплекс «Ок-Жетпес» (Санаторий «Алматы Resort»)

### ГУ «Государственный национальный природный парк «Бурабай»
Государственный национальный природный парк «Бурабай» организован в соответствии с Постановлением Правительства РК от 12 августа 2000 года. 
Широко известен как географический пункт с оригинальной, редко встречающейся на земле природой. Поверхность урочища Бурабай представляет собой невысокую горную страну, входящую в состав Казахского мелкосопочника.

### НАО «Телерадиокомплекс Президента Республики Казахстан»
Медиакомпания полного цикла, обеспечивающая информационное сопровождение деятельности Президента Казахстана. Деятельность Президента также освещается в документальных и короткометражных фильмах и видеороликах, производимых ТРК. 
Телерадиокомплекс называют "летописцем истории становления и развития независимого Казахстана" благодаря уникальному архиву: ни одна медиакомпания в Казахстане не имеет сравнимого по масштабу объема материалов, детально задокументировавших деятельность Президентов страны.
В последние годы телерадиокомплекс стал выходить за границы документалистики о президентах, внутренней и внешней политики страны. Стало появляться больше картин в историческом и жизнеописательном жанрах.